# Włodzimierz Pasternak
Włodzimierz Stefan Pasternak (ur. 31 października 1938 w Starachowicach, zm. 15 marca 2012 w Kielcach) – polski działacz partyjny i państwowy, wojewoda kielecki (1980–1990).

## Życiorys
Życie zawodowe rozpoczął w fabryce samochodów "Polsmo–SHL" (był robotnikiem, następnie technologiem). W latach 60. ukończył studia w Akademii Górniczo-Hutniczej i Politechnice Warszawskiej oraz kurs w Ośrodku Szkolenia Oficerów Politycznych w Łodzi (1969). Kształcił się również w Wyższej Szkole Partyjnej przy KC KPZR w Moskwie (1975). W okresie 1976–1980 pełnił obowiązki dyrektora fabryki, pracował jednocześnie jako nauczyciel w technikum mechanicznym. Był aktywnym działaczem sportowym (prezes KS Korona w latach 1977–1980), należał do Polskiego Związku Łowieckiego.
W latach 1980–1990 sprawował funkcję wojewody kieleckiego. Po odejściu ze stanowiska działał w SdRP i SLD, zasiadał w licznych radach nadzorczych z jej rekomendacji (był m.in. przewodniczącym Rady Nadzorczej Spółdzielni Mieszkaniowej "Bocianek" oraz Kopalni i Zakładu Wzbogacania Kwarcytu Bukowa Góra SA w Łącznej). W 2003 znalazł się wśród założycieli regionalnego oddziału Stowarzyszenia Mężczyzn z Chorobami Prostaty "Gladiator".
Odznaczony Krzyżem Kawalerskim Orderu Odrodzenia Polski, Złotym i Srebrnym Krzyżem Zasługi oraz Odznaką Zasłużony dla Kielecczyzny.